# Cornelis Fock
Cornelis Fock (Amsterdam, 2 november 1828 – Den Haag, 9 mei 1910) was een vooraanstaand liberaal staatsman en bestuurder.
Hij wordt algemeen bestempeld als een ijverige en doortastende burgemeester, hij was burgemeester van onder meer de gemeente Haarlem en later van de gemeente Amsterdam. In 1868 was hij minister van Binnenlandse Zaken in een door Thorbecke geformeerd kabinet. Hij gold als nogal rechtlijnig en star. Fock bracht belangrijke wetgeving tot stand (onder andere de IJkwet, de Begrafeniswet en de Veewet).
Na zijn ministerschap was Fock kort Tweede Kamerlid en vervolgens Commissaris des Konings in de provincie Zuid-Holland. Hij had een slechte verhouding met de gedeputeerden. Fock werkte gereformeerden en katholieken die burgemeester wilden worden tegen.
Cornelis Fock was lid van het geslacht Fock en een zoon van Abraham Fock en Alida Johanna van Heeckeren. Zijn vader was president van De Nederlandsche Bank. Cornelis Fock trouwde in 1854 met Marie Anne Uittenhooven; ze kregen drie zonen en een dochter. De jongste zoon werd ook Cornelis genoemd.